# 9. март
9. март (09.03) је 68. дан у години по грегоријанском календару (69. у преступној години). До краја године има још 297 дана.

## Догађаји
- 1074 — Борећи се против кршења целибата, папа Гргур III наредио екскомуникацију свих ожењених римокатоличких свештеника.
- 1230 — Битка код Клокотнице: Бугарски цар Јован Асен II наноси тежак пораз солунском цару Теодору Анђелу. Бугарска постаје водећа сила на Балкану, а у Србији 1234. епирског зета Стефана Радослава смењује бугарски зет Стефан Владислав.
- 1495 — Током опсаде Напуља, у војсци француског краља Шарла VIII појавила се епидемија сифилиса која се брзо проширила по целој Европи. Сматра се да су, дотад непознату болест, донели Колумбови морепловци с Новог континента.
- 1796 — Наполеон Бонапарта је оженио Жозефину де Боарне, удовицу бившег француског официра који је гиљотиниран за време Француске револуције.
- 1831 — Краљ Луј-Филип I основа Француску Легију странаца са седиштем у Алжиру.
- 1862 — Током Америчког грађанског рата догодио се први сукоб оклопних бродова између Монитора, брода армије Уније и брода Конфедералне војске Меримак. У четворочасовној бици ниједан брод није оштећен.
- 1905 — Сима Лозанић постаје први ректор Београдског универзитета.
- 1908 — Побуњени играчи АЦ МИЛАН оснивају Фудбалски клуб ИНТЕРНАЦИОНАЛЕ 1908 ФЦ.
- 1924 — Италија анектирала Ријеку, која је од потписивања југословенско-италијанског уговора у Рапалу, новембра 1920. имала статус независног града.
- 1942 — Јапанске инвазионе снаге су у Другом светском рату окончале заузимање индонежанског острва Јава, тада под холандском колонијалном влашћу.
- 1945 — Оружане снаге САД су касно увече отпочеле неселективно бомбардовање Токија запаљивим бомбама у коме је током ноћи побијено око 100.000 цивила[1]
- 1989 — Власти у Варшави и званично оптужиле совјетске службе безбедности за ликвидацију више од 4.200 пољских официра у Катинској шуми у пролеће 1940.
- 1991 — У Београду су избиле демонстрације против режима Слободана Милошевића који је организовао Српски покрет обнове.
- 1994 — Терористи Ирске републиканске армије извели први у серији минобацачких напада на лондонски аеродром Хитроу.
- 1999 — Ирански председник Мохамад Хатами допутовао је у Италију, што је била прва посета шефа иранске државе једној западној земљи од исламске револуције 1979.
- 2001 — У нападима албанских сепаратиста на село Лучане на југу Србије, погинуо један припадник српских снага безбедности, а двојица су рањена.
- 2002 — Поново отворен тунел Мон Блан у Алпима, након великог пожара у њему 1999. када је погинуло 39 особа.
- 2002 — У самоубилачкој експлозији у препуном кафићу Момент у Јерусалиму, у близини резиденције израелског премијера Аријела Шарона, погинуло је 13 а повређено више од 50 особа.
- 2022 — Подсекретар за политичка питања Сједињених Америчких Држава Викторија Њуланд признала је да су САД поседовале биолабараторије у Украјини искључиво у домену медицинских истраживања и позвала украјинске власти да хитно уништи лабараторијске просторије да не би пале у посед руске војске.

## Рођења
- 1454 — Америго Веспучи, италијански морепловац и истраживач. (прем. 1512)[2]
- 1749 — Оноре Мирабо, француски политичар из периода Француске револуције. (прем. 1791)[3]
- 1753 — Жан Батист Клебер, француски генерал. (прем. 1800)[4]
- 1758 — Франц Јозеф Гал, немачки физиолог. (прем. 1828)[5]
- 1814 — Тарас Шевченко, украјински писац и сликар. (прем. 1861)[6]
- 1824 — Лиланд Станфорд, амерички индустријалац и политичар, оснивач Универзитета Станфорд. (прем. 1893)[7]
- 1890 — Вјачеслав Молотов, совјетски политичар и дипломата. (прем. 1986)[8]
- 1892 — Маћаш Ракоши, мађарски политичар. (прем. 1971)[9]
- 1903 — Нада Пурић, учесница Народноослободилачке борбе и народни херој Југославије. (прем. 1941)
- 1918 — Мики Спилејн, амерички писац. (прем. 2006)[10]
- 1920 — Фрањо Михалић, југословенски атлетичар и атлетски тренер. (прем. 2015)[11]
- 1929 — Зилур Рахман, бангладешки политичар, председник Бангладеша (2009—2013). (прем. 2013)[12]
- 1934 — Јуриј Гагарин, руски космонаут и први човек у космосу. (прем. 1968)[13]
- 1934 — Милан Мушкатировић, југословенски ватерполо голман. (прем. 1993)
- 1937 — Тодор Стевановић, српски сликар и академик.[14]
- 1940 — Раул Хулија, порторикански глумац. (прем. 1994)[15]
- 1942 — Џон Кејл, велшки музичар, композитор и музички продуцент.[16]
- 1943 — Боби Фишер, амерички шахиста. (прем. 2008)[17]
- 1946  —Бернд Холценбајн, немачки фудбалер. (прем. 2024)
- 1947 — Жарко Кораћ, српски психолог и политичар.[18]
- 1950 — Милић Вукашиновић, српски музичар.
- 1954 — Боби Сандс, ирски политичар. (прем. 1981)[19]
- 1955 — Орнела Мути, италијанска глумица.[20]
- 1959 — Такаки Каџита, јапански физичар, добитник Нобелове награде за физику (2015).[21]
- 1960 — Желимир Обрадовић, српски кошаркаш и кошаркашки тренер.[22]
- 1964 — Жилијет Бинош, француска глумица.[23]
- 1966 — Алисон Дуди, ирска глумица и модел.
- 1968 — Јури Џоркаеф, француски фудбалер.[24]
- 1970 — Шенон Лето, амерички музичар, најпознатији као бубњар групе -30 Seconds to Mars}-.[25]
- 1970 — Владан Милојевић, српски фудбалер и фудбалски тренер.[26]
- 1970 — Мартин Џонсон, енглески рагбиста.[27]
- 1975 — Хуан Себастијан Верон, аргентински фудбалер.[28]
- 1975 — Рој Макај, холандски фудбалер.[29]
- 1975 — Милош Тимотијевић, српски глумац.[30]
- 1978 — Лукас Нил, аустралијски фудбалер.[31]
- 1979 — Оскар Ајзак, гватемалско-амерички глумац.[32]
- 1980 — Метју Греј Гублер, амерички глумац, редитељ, продуцент, сценариста, модел, сликар, илустратор и писац.[33]
- 1981 — Ники Блонд, мађарска порнографска глумица.[34]
- 1982 — Мирјана Лучић, хрватска тенисерка.[35]
- 1983 — Клинт Демпси, амерички фудбалер.[36]
- 1984 — Џулија Манкусо, америчка алпска скијашица.[37]
- 1986 — Душан Алимпијевић, српски кошаркашки тренер.[38]
- 1986 — Џејна Џордан, америчка порнографска глумица.[39]
- 1990 — Дејли Блинд, холандски фудбалер.[40]
- 1999 — Јаго дос Сантос, бразилски кошаркаш.

## Смрти
- 1202 — Севре Сигурдсон, норвешки краљ. (рођ. 1151)[41]
- 1661 — Жил Мазарен, француски кардинал италијанског порекла. (рођ. 1602)[42]
- 1751 — Живан Хајдаревић Црногорац, врховни сремски прота. (рођ. 1675)[43]
- 1847 — Мери Анинг, британски колекционар фосила и палеонтолог (рођ. 1799)[44]
- 1851 — Ханс Кристијан Ерстед, дански физичар и хемичар. (рођ. 1777)[45]
- 1888 — Вилхелм I Немачки, пруски краљ (1861) и немачки цар (рођ. 1797)[46]
- 1895 — Леополд фон Захер-Мазох, аустријски писац. (рођ. 1836)[47]
- 1918 — Франк Ведекинд, немачки књижевник. (рођ. 1864)[48]
- 1964 — Паул фон Летов-Форбек, немачки генерал. (рођ. 1870)[49]
- 1988 — Курт Георг Кизингер, немачки политичар. (рођ. 1904)[50]
- 1992 — Менахем Бегин, бивши премијер Израела. (рођ. 1913)[51]
- 1994 — Чарлс Буковски, амерички писац. (рођ. 1921)[52]
- 1996 — Џорџ Бернс, амерички глумац. (рођ. 1896)[53]
- 1997 — Биги Смолс, амерички репер. (рођ. 1972)[54]
- 2001 — Михајло Костић Пљака, српски глумац. (рођ. 1933).
- 2019 — Слободан Жуњић, српски филозоф и историчар филозофије. (рођ. 1949).[55]

## Празници и дани сећања
- Српска православна црква слави:
  - Обретеније главе светог Јована Крститеља
  - Преподобног Еразма - инока печерског